# پیریدینیوم کلروکرومات
پیریدینیوم کلروکرومات (به انگلیسی: Pyridinium chlorochromate) با فرمول شیمیایی C۵H۵NHClCrO۳ یک ترکیب شیمیایی است. که جرم مولی آن ۲۱۵٫۵۶ g/mol می‌باشد. شکل ظاهری این ترکیب، پودر بلورین نارنجی است.